# 葛飾にいじゅくみらい公園
葛飾にいじゅくみらい公園（かつしかにいじゅくみらいこうえん）は、東京都葛飾区新宿にある区立公園。

## 概要
当公園の所在地にはもともと三菱製紙中川工場が長期間にわたり存在していたが、2003年3月に工場が閉鎖され、跡地には、高層住宅や大学（東京理科大学葛飾キャンパス）、公園などが一体となった大規模な再開発が2014年現在も行われている。
当公園はそのような再開発の一環として行われ、大規模な広場や多目的広場などが備わった公園として2013年に完成した。また大規模な災害時には避難拠点として機能するよう防災設備もある。
広さは約71,000m2で、葛飾区立公園としては最大の面積を誇る。

## 歴史
- 1917年…三菱製紙中川工場竣工。
- 2003年…工場閉鎖。
- 2013年…工場跡地に葛飾にいじゅくみらい公園などが整備される。また平成25年度第29回都市公園コンクールで当公園が国土交通省都市局長賞を受賞した。[3]

## 主な施設
- 原っぱ
- 見晴らしの丘
- 蒸釜（地球釜）
- 多目的広場
- テニスコート

## 隣接施設
- 東京理科大学葛飾キャンパス（2013年4月開設）
- 葛飾区科学教育センター「未来わくわく館」
- 三菱ガス化学東京テクノパーク
- シティタワー金町（2016年竣工の高層マンション）[4]
- 葛飾区立金町中学校
- 葛飾区立花の木小学校

## アクセス
- 東日本旅客鉄道（JR東日本）常磐緩行線金町駅北口より徒歩8分（経路案内）
- 京成金町線京成金町駅より徒歩9分（経路案内）

## 利用時間など
- 常時開園。入場は無料。